# Hédouville
Hédouville ist eine französische Gemeinde mit 280 Einwohnern (Stand 1. Januar 2022) im Département Val-d’Oise in der Region Île-de-France; sie gehört zum Arrondissement Pontoise und zum Kanton Saint-Ouen-l’Aumône.
Nachbargemeinden von Hédouville sind Parmain, Frouville, Nesles-la-Vallée, Champagne-sur-Oise und Ronquerolles im Département Val-d’Oise sowie Belle-Église und Bornel im Département Oise.
Das Gemeindegebiet gehört zum Regionalen Naturpark Vexin français.

## Bevölkerungsentwicklung
| Jahr      | 1962 | 1968 | 1975 | 1982 | 1990 | 1999 | 2007 |
| Einwohner | 171  | 172  | 164  | 196  | 283  | 282  | 276  |

## Sehenswürdigkeiten
Siehe auch: Liste der Monuments historiques in Hédouville
- Kirche Sainte-Trinité (Heilige Dreifaltigkeit) aus dem 13. Jahrhundert